# XMLHttpRequest
XMLHttpRequest (kurz: XHR) ist eine Programmierschnittstelle für JavaScript zum Übertragen von Daten über HTTP. Entgegen dem Namen muss es sich bei diesen Daten nicht um XML handeln. XMLHttpRequest bildet einen Grundbaustein der Ajax-Technik.
XMLHttpRequest ermöglicht es einem Skript einer Webseite, Daten dynamisch vom Webserver abzurufen, ohne dass dazu die HTML-Seite neu geladen werden müsste. Dies war zuvor nur durch den Einsatz unsichtbarer HTML-Frames oder IFrames oder mit dynamisch nachgeladenen Skript-Dateien möglich. Da beim XMLHttpRequest-Verfahren Daten asynchron verarbeitet werden können, muss ein Skript nicht warten, bis die Anfrage beantwortet ist, sondern kann sich so lange anderen Aufgaben zuwenden.

Die Schnittstellenbeschreibung des XMLHTTPRequest-Objekts gemäß dem Standardisierungsvorschlag des W3C.

Es können HTTP-Verfahren wie Anfragemethoden, Authentifizierung und Caching verwendet werden. Wenn eine Anfrage XML-Daten liefert, kann XMLHttpRequest diese alternativ als Text oder als DOM-Baumstruktur zurücksenden. Letzteres eignet sich beispielsweise dazu, mit Webservices zu kommunizieren.
Mit der Einführung von Web Workers wurde XHR durch die Fetch API abgelöst.

## Geschichte
Die XMLHttpRequest-Technik wurde ursprünglich von Microsoft entwickelt und stand im Internet Explorer ab Version 5.0 als ActiveX-Objekt zur Verfügung. Viele Webbrowser unterstützen diese API, neben dem Internet Explorer (ab Version 7 als XMLHttpRequest) sind das Mozilla und alle anderen Gecko-Derivate (ab Version 1.0), Opera (ab Version 7.6 Beta) und Apple Safari (ab Version 1.2), Konqueror und alle anderen KHTML-Derivate.
Wie aus den einzelnen Schnittstellenbeschreibungen der verschiedenen XMLHttpRequest-Implementierungen hervorgeht, sind diese nicht vollständig zueinander kompatibel. Aus diesem Grund wurde im Dezember 2012 eine einheitliche Definition für das XMLHttpRequest-Objekt durch das W3C zur Standardisierung vorgeschlagen.
Seit Ende 2012 wird die Spezifikation als fortlaufend weiterentwickelter Living Standard von der WHATWG geführt.

## Codebeispiel(JavaScript)
Das folgende Beispiel ruft eine Ressource auf derselben Domain über XMLHttpRequest auf und gibt den Inhalt in einem Meldungsfenster aus. Wenn der Aufruf der Ressource fehlschlägt, wird keine Meldung ausgegeben:
```
var
 
xmlHttp
 
=
 
null
;

try
 
{

    
xmlHttp
 
=
 
new
 
XMLHttpRequest
();

}
 
catch
(
e
)
 
{

    
// Fehlerbehandlung, wenn die Schnittstelle vom Browser nicht unterstützt wird.

}

if
 
(
xmlHttp
)
 
{

    
xmlHttp
.
open
(
'GET'
,
 
'beispiel.xml'
,
 
true
);

    
xmlHttp
.
onreadystatechange
 
=
 
function
 
()
 
{

        
if
 
(
xmlHttp
.
readyState
 
==
 
4
)
 
{

            
alert
(
xmlHttp
.
responseText
);

        
}

    
};

    
xmlHttp
.
send
(
null
);

}

```

## XMLHttpRequest Level 2
XMLHttpRequest Level 2 war ein Arbeitsentwurfs (working draft) beim W3C für eine Erweiterung der Spezifikation um u. a. domain-übergreifende Abfragen und die Unterstützung von Datenströmen. Diese Erweiterungen sind seit 2012 in den Standard aufgenommen worden.